# Vila Karla a Jaroslavy Cee
Vila Karla a Jaroslavy Cee je funkcionalistická stavba z roku 1936 situovaná na Pražském Předměstí Hradce Králové.

## Historie
Stavbu navrhl pro úředníka Legiobanky v Hradci Králové Karla Cee a jeho manželku architekt Karel Horák. Realizována byla v období 20. srpna 1935 – 1. září 1936. Zajímavostí je, že první Horákův projekt vily z roku 1934 stavební komise zamítla kvůli uplatnění rovné střechy. Dům byl tedy postaven až podle druhého návrhu umístěného na protilehlé parcele na rohu dnešní Seydlerovy a Sokolovské ulice. Budova se ve své době stylově vymykala většině soukromé stavební produkce v Hradci Králové.
Vila se do 21. století dochovala v udržovaném stavu, s řadou autentických prvků v exteriéru i interiéru.

## Architektura
Dvoupatrový dům je navržený v přísně pravoúhlých tvarech, má nicméně bohatě členěný půdorys a nápadné zaoblené nároží směřující do zahrady. Návrh se drží funkcionalistických principů, stavba má hladkou fasádu prolomenou okny různé velikosti, z nichž zaujmou především pásová okna probíhající přes oblé nároží a také velké kruhové okno nad hlavním vstupem. Obecně architekt do návrhu začlenil i další nautické prvky, kromě kruhového okna například slunolamy nebo trubkové zábradlí na střeše, neschází dokonce ani promyšleně zakomponovaná žerď pro vyvěšení vlajky.
V suterénu domu jsou umístěny technické prostory (sklady, garáž), v přízemí na vstupní halu navazuje obývací pokoj, jídelna a kuchyň, v prvním patře jsou pak prostory čistě soukromého charakteru (ložnice, lázeň). Střešní terasa je rozdělena na část krytou, se dvěma stěnami, a část otevřenou, s pergolou.